# 许立全
许立全（1955年5月—），男，山东聊城人，中华人民共和国政治人物。华东石油学院（现中国石油大学）勘探系地球物理测井专业毕业，中国石油大学油气田开发工程专业在职研究生学历，工学博士学位。

## 生平
1982年加入中国共产党。历任共青团聊城地委书记；中共聊城地委副秘书长，中共茌平县委副书记、县长、县委书记，中共聊城地委委员、聊城市委常委；中共长清县委书记，中共济南市委常委、长清区委书记、市委秘书长；中共潍坊市委副书记、代市长、市长等职。2011年12月升任潍坊市委书记。